# North Korean Review
Ne pas confondre avec North Korea Review précédemment publié par la Jamestown Foundation.
North Korean Review (abrégé en NKR) est une revue académique semestrielle à comité de lecture publiée par l'Institute for North Korean Studies (INKS), à l'université de Detroit Mercy aux États-Unis. La revue a été créée en 2005 par l'INKS et McFarland & Company. Elle publie des articles, des documents courts, des commentaires et des études de cas sur tous les aspects de la Corée du Nord.

## Historique
La revue a été créée en 2005 par l'INKS et McFarland & Company,. C'est une revue académique soumis à examen par les pairs qui est publiée par l'Institute for North Korean Studies (INKS), à l'université de Detroit Mercy aux États-Unis en collaboration avec l'Institut Yonsei d'études nord-coréennes.

## Organisation
L'éditeur fondateur de North Korean Review est Suk Hi Kim. Le rédacteur en chef de la revue est Yongho Kim de l'université Yonsei, et le directeur de la rédaction est Lonnie Edge de l'université Hankuk des études étrangères,.

### Revue par les pairs
La revue est examinée par les pairs. Son processus d'examen par les pairs est expliqué sur son site dans la rubrique "Peer Review". Les articles sont examinés par deux évaluateurs en double aveugle et la décision est de publication est donné entre six semaines et trois mois.

## Objectif
L'objectif déclaré de la revue est de permettre une meilleure compréhension de la complexité de la Corée du Nord tant pour ses enjeux internes que dans ses relations internationales et de la menace qu'il représente pour la stabilité mondiale,.

## Fréquence de parution
La revue parait deux fois par an, une fois au printemps et une fois en automne.

## Contenu
Elle publie des articles, des documents courts, des commentaires et des études de cas sur tous les aspects de la Corée du Nord, y compris la culture, l'histoire, l'économie, le commerce, la religion, la politique et les relations internationales,,.
La revue publie des résumés et des critiques de livre qui ont été publiés en anglais en coréen, en japonais en chinois et en russe.
C'est la seul revue académique entièrement consacré à la Corée du Nord.

## Réputation
En mars 2006, le Library Journal a déclaré qu'il s'agissait de « la première revue de ce type » et qu'elle « avait sa place dans la plupart des bibliothèques universitaires ».
En 2009, la revue est incluse dans le Social Sciences Citation Index.